# (27758) Michelson
(27758) Michelson ist ein Asteroid des äußeren Hauptgürtels, der von den deutschen Astronomen Freimut Börngen und Lutz D. Schmadel am 22. September 1991 am Observatorium Tautenburg (IAU-Code 033) im Thüringer Tautenburger Wald entdeckt wurde.
Der italienische Astronom Vincenzo Zappalà definiert in einer Publikation von 1995 (et al.) eine Zugehörigkeit des Asteroiden zur Eos-Familie, einer Gruppe von Asteroiden, welche typischerweise große Halbachsen von 2,95 bis 3,1 AE aufweisen, nach innen begrenzt von der Kirkwoodlücke der 7:3-Resonanz mit Jupiter, sowie Bahnneigungen zwischen 8° und 12°. Die Gruppe ist nach dem Asteroiden (221) Eos benannt. Es wird vermutet, dass die Familie vor mehr als einer Milliarde Jahren durch eine Kollision entstanden ist. Nach der SMASS-Klassifikation (Small Main-Belt Asteroid Spectroscopic Survey) wurde bei einer spektroskopischen Untersuchung von Gianluca Masi, Sergio Foglia und Richard P. Binzel bei (27758) Michelson von einer hellen Oberfläche ausgegangen, es könnte sich also, grob gesehen, um einen S-Asteroiden handeln.
Die Bahn von (27758) Michselson wurde 2001 gesichert, so dass eine Nummerierung vergeben werden konnte. Der Asteroid wurde am 1. November desselben Jahres auf Vorschlag von Freimut Börngen nach dem Physiker Albert Abraham Michelson (1852–1931) benannt. Michelson erhielt 1907 den Nobelpreis für Physik für seine optischen Präzisionsinstrumente (Michelson-Interferometer) und seine damit ausgeführten spektroskopischen und metrologischen Untersuchungen. Schon 1970 war ein Mondkrater der nördlichen Mondrückseite nach Michelson benannt worden: Mondkrater Michelson.